# Pod Sośniną (Gorliczyna)
Pod Sośniną – część wsi Gorliczyna w Polsce, położona w województwie podkarpackim, w powiecie przeworskim, w gminie Przeworsk.
W latach 1975–1998 Pod Sośniną administracyjnie należało do województwa przemyskiego.
Wierni kościoła rzymskokatolickiego należą do parafii św. Józefa Sebastiana Pelczara.